# Пётр Сенька Гедигольдович

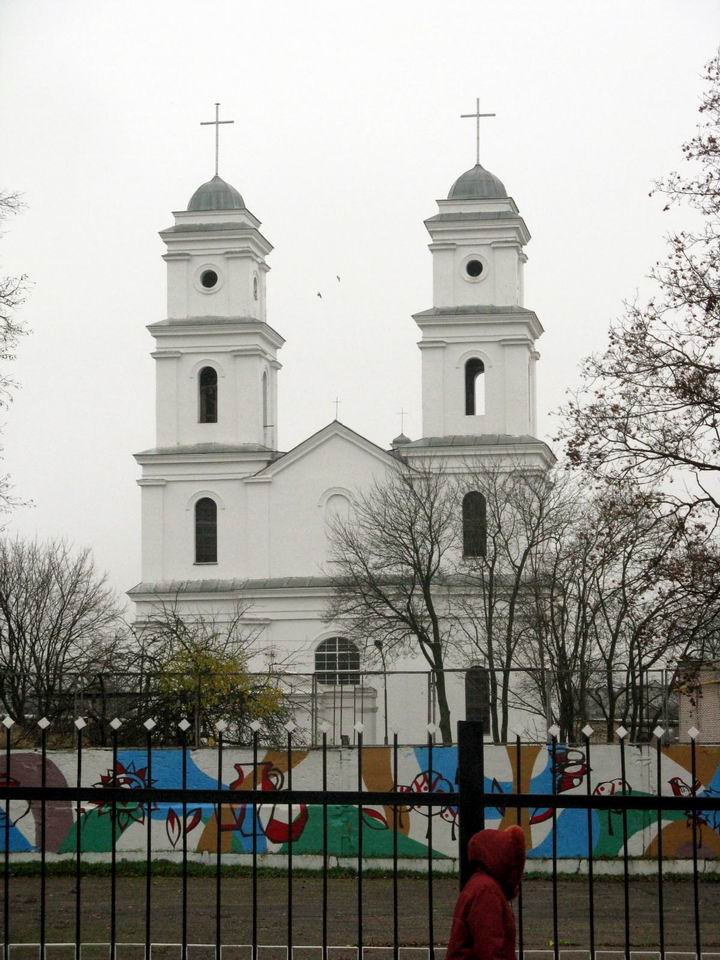
Костёл Святой Троицы (Радошковичи)

Пётр Се́нька Гедиго́льдович (ум. около 1451) — литовский боярин, единственный известный сын Юрия Гедигольда. Соратник Великого князя литовского Сигизмунда Кейстутовича.
В 1447—1451 годах был наместником смоленским, в 1451 году виленским каштеляном.
В источниках впервые упоминается в 1429 году как маршалок господарский. В следующем году ездил в Рим за короной для Витовта. В качестве свидетеля подписал акт Гродненской унии, к которой привешена его печать с гербом «Лелива».
Владел имениями Вишнёво, Волма, Деревная, Камень, Налибаки, Радошковичи в Минском повете, Миром и Свержанью в Новгородском повете. На собственные средства построил костёлы в Вишнёве и Радошковичах.